# Son premier succès
Pour plus de détails, voir Fiche technique et Distribution.
Son premier succès (titre original : Sunny Side Up) est un film muet américain réalisé par Donald Crisp et sorti en 1926. Le film met en vedette Vera Reynolds, Edmund Burns, et George K. Arthur,.
Il est aussi connu sous le titre original alternatif   Footlights. C'est une adaptation du roman Sunny Ducrow de Henry St. John Cooper.

## Fiche technique
- Titre original : Sunny Side Up
- Réalisation : Donald Crisp
- Scénario : Beulah Marie Dix, Elmer Harris, d'après un roman de Henry St. John Cooper
- Directeur de la photographie : Peverell Marley
- Direction artistique : Max Parker
- Société(s) de production : DeMille Pictures Corporation
- Société(s) de distribution : Producers Distributing Corporation
- Pays de production :  États-Unis
- Genre : Comédie
- Format : Noir et blanc - Son : Muet
- Durée : 66 minutes
- Date de sortie :
  - États-Unis : 2 août 1926

## Distribution
- Vera Reynolds : Sunny Ducrow
- Edmund Burns : Stanley Dobrington
- George K. Arthur : Bert Jackson
- Zasu Pitts : Evelyn
- Ethel Clayton : Cissy Cason
- Louis Natheaux : l'assistant de Stanley
- Sally Rand : une danseuse
- Jocelyn Lee : danseuse de cabaret

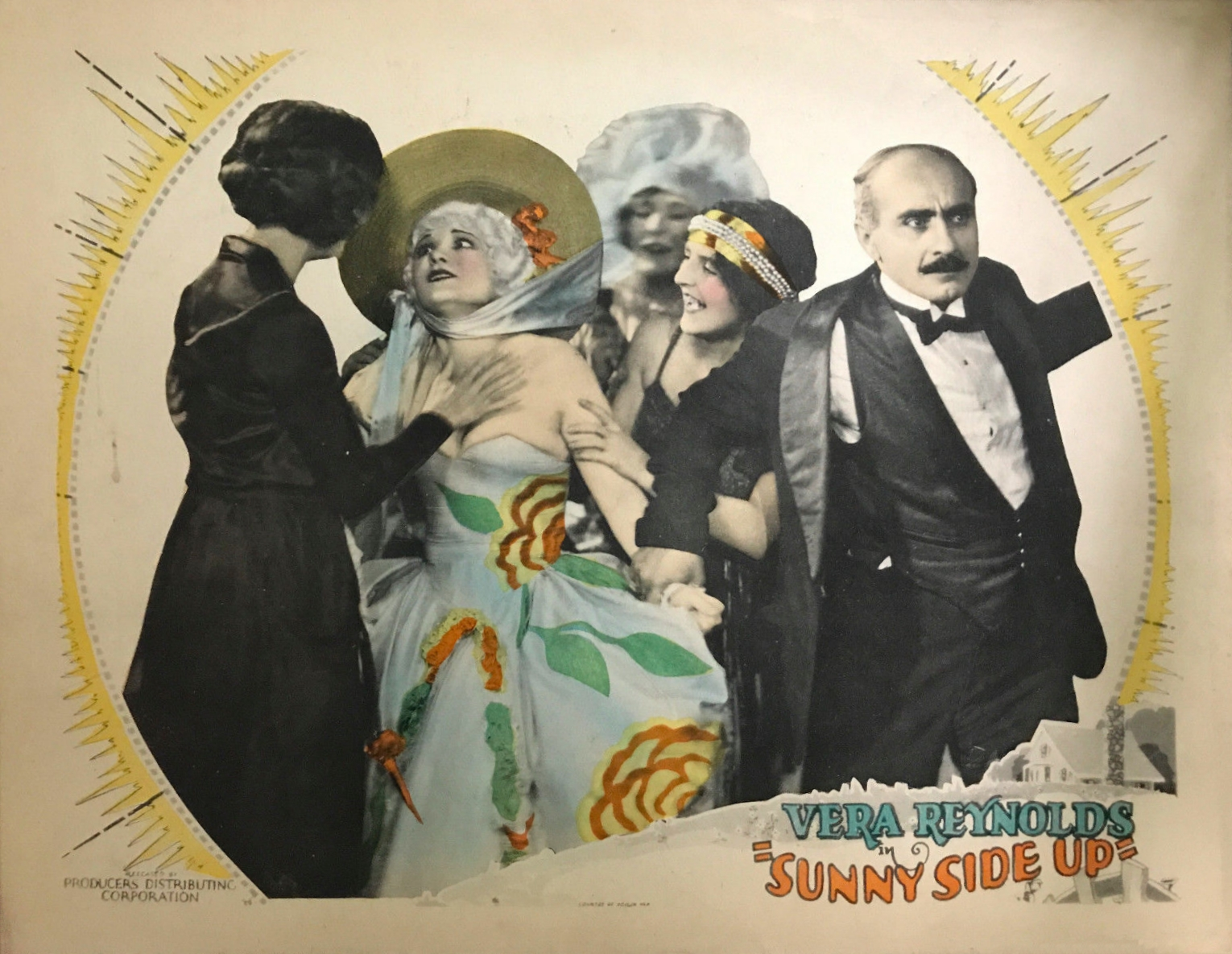
Publicité pour le film.

- Majel Coleman : danseuse de cabaret